# Studenice
Studenice so kraj v občini Poljčane, v dolini reke Dravinje in ob vznožju pogorja Boča (979 mnm). Znamenitost naselja je izvir Toplega potoka, imenovan tudi »Studenec milosti«, v geološki zajedi Boča. Teče preko trga in ima konstantno temperaturo okoli 15 ºC tako poleti kot pozimi, od nekdaj pa so njegovo vodo imeli za zdravilno. Izliva se v Dravinjo. Ob izviru je danes urejen Energetski park Studenice, kjer naj bi obstajale ugodne bioenergetske točke (na njih so postavljene posamezne lesene klopi). Področje Studenic so že v antiki naselili Rimljani in ga imenovali »Fons gratiae«. Okoli samostana poteka tudi naravoslovna učna pot. 
Iz glavne ceste med sosednjima krajema Poljčane in Makole pridemo v Studenice preko mostu čez reko Dravinjo, na katerem stojijo kamniti kipi svetnikov, nekakšnih varuhov naselja. Na gričku na nasprotni strani reke stoji cerkev sv. Lucije.

## Zgodovina
Dokazi o obstoju poselitve segajo v antiko. Rimljani so pokrajino med Pohorjem in Bočem gosto poselili. Zgradili so ceste, ob njih pa preprežne postaje. Studenec, po katerem se trg imenuje, je bil znan že v antiki. Mimo njega je tekla domnevna rimska cesta, saj so v bližini izkopali marmorno rimsko ploščo.
Razvoj kraja je tesno povezan s samostanom. Studenice se prvikrat omenjajo kot Ztuodeniz v oglejski listini iz 6. avgusta 1246. Leta 1457 so bile kraju podeljene trške pravice. Podobno kot mnogo slovenskih krajev, so v 15. stoletju Studenice utrpele škodo zaradi turških vpadov, zato je bil v 16. stoletju na griču nad njim zgrajen obrambni grad. 
Zaradi neprimernih prednic so samostan pretresali škandali, zato ga je papež leta 1577 razpustil. V začetku 16. stoletja je bil samostan precej povezan z graščino Štatenberg. Zaradi velikih kriz, ki so se pojavljale vsakih nekaj let, so Dominikanke morale veliko ozemlja tudi prodati. Nune so v Studenicah (1556 - 1564) ustanovile prvo šolo. Šolski prostori so bili v samostanu. V šoli so sprva poučevali duhovniki, pozneje pa organist in mežnarji.
Leta 1515 so ga zavzeli kmečki puntarji.
V požaru leta 1788 je bil grad uničen in opuščen. 
Sredi 19. stoletja je samostan kupil Alojz Sparowitz in ga obnovil. Naslednji lastnik Anton Papst je samostan prodal šlezijskim magdalenkam, ki so leta 1892 prišle s Poljskega. Med drugo svetovno vojno so ga požgali partizani, po njej je prišla nacionalizacija. Danes je last Mariborske nadškofije.
V 18. stoletju so Studenice doživele velik zastoj v razvoju. V prvi polovici 19. stoletja je trg Studenice premogel dva mlina in stope. V trgu je živelo mnogo obrtnikov. V 20 stoletju so imeli šolo, ki je bila med 2. svetovno vojno požgana, po njej obnovljena in zaradi pomanjkanja učence leta 1975 ukinjena.
- Samostan Studenice s cerkvijo
- Grad poleg samostana je služil za obrambo pred Turki